# サッカータヒチ女子代表
サッカータヒチ女子代表（サッカータヒチじょしだいひょう）は、タヒチサッカー連盟(フランス語: Fédération Tahitienne de Football, 略称：FTF)によって編成されるフランス領ポリネシア・タヒチ島の女子サッカーナショナルチームである。オセアニアサッカー連盟(OFC)に所属している。2003年に代表チームが結成され、オセアニア女子サッカー選手権であるOFC女子ネイションズカップに出場している。
女子ワールドカップ、オリンピックともに出場はない。

## ワールドカップの成績
- 1991 - 不参加
- 1995 - 不参加
- 1999 - 不参加
- 2003 - 不参加
- 2007 - 不参加
- 2011 - 予選敗退

## オリンピックの成績
- 1996 - 不参加
- 2000 - 不参加
- 2004 - 不参加
- 2008 - 不参加
- 2012 - 不参加

## OFC女子ネイションズカップの成績
- 1983 - 不参加
- 1986 - 不参加
- 1989 - 不参加
- 1991 - 不参加
- 1995 - 不参加
- 1998 - 不参加
- 2003 - 不参加
- 2007 - 不参加
- 2010 - グループリーグ敗退

## FIFAランキング
- 初登場 - 95位(2003年8月)
- 最高順位 - 79位(2009年3月)
- 最低順位 - 118位(2010年8月)